# Thallarcha amanda
Thallarcha amanda là một loài bướm đêm thuộc phân họ Arctiinae, họ Erebidae.